# Thaicom 5
O Thaicom 5 (anteriormente denominado de Agrani 2 e Thaicom 4) é um satélite de comunicação geoestacionário tailandês da série Thaicom construído pela Alcatel Alenia Space, ele está localizado na posição orbital de 78.5 graus de longitude leste e é operado pela Thaicom. O satélite foi baseado na plataforma Spacebus-3000A e sua expectativa de vida útil é de 14.

## História
Ordenado originalmente como Thaicom 4 que foi condenado, mas mais tarde vendido para a Agrani como Agrani 2. Depois a Agrani cancelou a compra do Agrani 2, que foi reordenado como Thaicom 5 em junho de 2005. O contrato abrangia a entrega do satélite, a operação de lançamento em solo, o apoio na LEOP (Lançamento e início de fase em órbita) e IOT (Teste em órbita). É dedicado a substituir os Thaicom 1 e Thaicom 2, que foram aposentado em 2010. o mesmo permitiu o operador expandir a sua oferta de canais em banda Ku na Tailândia, bem como nos países vizinhos. Ele fornece serviços de alta qualidade, como radiodifusão, telecomunicações e serviços de banda larga. Com uma massa de lançamento de cerca de 2,8 mil toneladas, uma potência de cerca de 5 kW (fim de vida), ele é equipado com 14 transponders em banda Ku e 24 transponders em banda C.

## Lançamento
O satélite foi lançado com sucesso ao espaço no dia 27 de maio de 2006, às 17:09 UTC, por meio de um veículo Ariane-5ECA, lançado a partir do Centro Espacial de Kourou, na Guiana Francesa, juntamente com o satélite Satmex 6. Ele tinha uma massa de lançamento de 2.766 kg.

## Capacidade e cobertura
O Thaicom 5 é equipado com 24 transponders em banda C e 14 em banda Ku para fornecer serviços de televisão e Internet para a região da Ásia-Pacífico.